# Laurya Lamy
Pour les articles homonymes, voir Lamy.
Laurya Lamy est une chanteuse auteure-compositrice-interprète et romancière française née à Saint-Brieuc

## Biographie
Laurya Lamy commence à écrire des chansons vers l'âge de 15 ans, et fait ses débuts très jeune dans les cabarets, cafés-théâtres, MJC et radios de Bretagne. Sa mère chanteuse et danseuse en cabaret, dans le Paris des années 50, lui a transmis très tôt, ainsi qu'à ses frères et sœurs, sa passion de la chanson française et du chant.  
Au titre d'auteure compositrice- interprète, elle reçoit plusieurs prix pour ses chansons.. Elle devient membre de la Sacem. Tout en travaillant dans une société de transport international pour gagner sa vie, elle se forme en chant et théâtre aux Ateliers du Manoir de Trussac à Vannes, puis à Paris avec le ténor José Thyssens, avant d'entamer une carrière de chanteuse professionnelle à proprement parler, grâce à sa voix de soprano colorature.  
Elle se produit d'abord à l'Opéra de Rennes pendant 2 saisons, puis au Théâtre du Châtelet ainsi qu'un peu partout en France, en chantant les rôles de « divette » d'opéras comiques et d'opérette viennoise (La Chauve-souris, Les Valses de Vienne, Les Contes d'Hoffmann...). Elle donne de nombreux récitals d'airs et duos d'opéras italiens français et allemands, ainsi que de mélodies espagnoles et de tango argentin (Astor Piazzolla, Joaquín Rodrigo, Xavier Montsalvatge, Manuel de Falla) et en parallèle continue d'écrire. 
Installée à Paris, elle enregistre des jingles publicitaires radio et télé, des émissions de télévision (Taratata, Star 90), elle se produit comme chanteuse et comédienne pour une saison au Parc Astérix.
En 1990, elle croise le chemin du réalisateur Serge Leroy qui lui confie un petit rôle dans un épisode de la série à succès Navarro
Elle accompagne  sur scène ou sur disque des artistes tels que Yael Naim, Enrico Macias, Pierre Perret, Charles Aznavour, Enzo Enzo, Jean-Claude Vannier, Jacques Higelin, Julie Pietri.
En 1994, Laurya Lamy est aux côtés d'Enrico Macias sur la scène de l'Olympia comme chanteuse solo et danseuse avant de partir pour 4 ans en tournée à travers le monde entier. À cette occasion l'arrangeur, compositeur et chef d'orchestre Jean Claudric, lui écrit des arrangements spécialement pour sa voix et elle continue depuis de collaborer très régulièrement avec lui.
Ses nombreux voyages à travers le monde lui inspirent plusieurs chansons dont elle signe les paroles et la musique
En 1999, elle co-signe une chanson avec Romain Didier et l'accordéoniste Thierry Roques, dont elle écrit le texte en espagnol
En 2000, Laurya Lamy croise le chemin de Serge Amico bandonéoniste (Gotan Project, Juan José Mosalini, Angélique Ionatos) et bassiste et un premier album naît en 2002 de leur collaboration, "La danse du vent" qui installe Laurya Lamy dans le paysage sonore français et qui donne lieu à plusieurs émissions de radio sur France Inter et France-bleue Azad Luzbarodian réalise son premier clip "Les hommes chantent"
En 2000, elle donne un concert au Petit Journal Montparnasse, puis deux autres en 2001 et 2003
En 2002, lors de l'émission Studio Gabriel de Michel Drucker, elle rencontre et accompagne de sa voix, Pierre Perret, qui la complimente sur son travail d'écriture et l'encourage à continuer.
En 2003, elle devient membre titulaire du Chœur de Radio France. En 2005, elle est choisie par le Maestro Kurt Mazur pour un rôle dans Peer Gynt au Théâtre des Champs Elysées.
Le Théâtre des cinq diamants lui ouvre ses portes en 2005 pour une série de concerts.
En 2007, avec Serge Amico, elle sort son deuxième opus Le Jardin intérieur En droite ligne du premier album, sans renier quoi que ce soit d'elle-même, mais avec cette spontanéité qui donne à chaque chanson une atmosphère unique
En janvier 2010, Laurya est sur la scène du « Blabla Wilson » au cours d'une émission diffusée sur France Ô, pour un hommage à Serge Gainsbourg, au cours de laquelle, elle donne une version très personnelle des P'tits Papiers »
Au printemps 2011, elle chante au Théâtre Clavel- et au "Rendez-vous d'ailleurs".
En mai 2012, elle fait salle comble sur la scène du Sentier des Halles à Paris, et  s'affirme dans un style résolument poétique et mélodique.
En juin 2013, avec la complicité du bandonéoniste Serge Amicoqui signe ses arrangements, elle sort son 3e album "Nomad song" dont elle écrit, comme les deux précédents opus, les paroles et la musique  
À la suite, accompagnée de ses musiciens, elle entreprend une série de concerts d'octobre à décembre 2013 au théâtre Darius Milhaud à Paris.
En octobre 2014, elle chante sur la scène de l'Olympia au côté de Mireille Mathieu et en tournée française. Le 18 octobre de la même année elle donne un concert à l'Institut culturel Bulgare à Paris.
La Brésilienne Louise Krieger réalise en 2015 son clip "Fleurs imaginaires" à la facture plutôt "pop rock", une chanson dont le thème musical  est signé de son plus jeune frère.
En 2014 et 2016, elle reçoit deux prix au concours Unicef / Europoésie.pour les textes de ses chansons et l'on découvre "la richesse poétique d'une écriture et d'une voix portées par des engagements profonds, devenus rares".
Le 11 janvier 2015, elle interprète « La valse à mille temps » en direct sur France 2 pour la soirée de soutien à Charlie, à l'Auditorium de la Maison de Radio-France, accompagnée de l'Orchestre National de France, sous la direction de Didier Benetti.
Le 17 janvier Laurya chante pour la première fois dans le club de jazz parisien Sunset-Sunside.
Parallèlement à l'écriture de chansons, Laurya Lamy se consacre à celle de son premier roman, Marée montante qui sort au printemps 2017 aux Éditions L'Harmattan.
Continuant de creuser son sillon, en 2017, Laurya Lamy crée au Théâtre des Rendez-vous d'Ailleurs à Paris, un nouveau spectacle "Chansons d'Elle et des Autres"  en duo avec le pianiste argentin Lalo Zanelli(ex Gotan Project) dans lequel elle présente les chansons des "grands" qu'elle admire depuis toujours et ses nouvelles compositions "- Spectacle repris en mai 2018 à Paris dans le même lieu.
Elle est présente au salon du Livre de Radio-France en novembre 2017 pour y dédicacer son premier roman Marée Montante
Le 14 janvier 2018 elle interprète les "Chichester Psalms" de Leonard Bernstein à l'Auditorium de Radio-France sous la direction de Sofi Jeannin.
Elle pose sa voix sur la musique de Woodkid créée pour le défilé femme automne/hiver 2018 L. Vuitton.
En mai 2018, le metteur en scène Robert Carsen la choisit pour interpréter le rôle de "la mère" dans la production "Orphée et Eurydice" de Gluck donnée au Théâtre des Champs-Élysées et à l'Opéra royal du château de Versailles en avec Philippe Jaroussky et Patricia Petibon. 
En juillet 2019 sort son nouvel album "Chansons d'Elle et des Autres", dont la dédicace est signé Bertrand Dicale (France Info) : « Qu'elle écrive ses émotions ou qu'elle emprunte aux maîtres, c'est toujours avec la même généreuse gourmandise, la même ivresse lettrée, le même abandon lumineux" - Une aventure radieuse »
En septembre 2019 sort son 2e roman Clara et le président aux éditions L'Harmattan. 
En décembre 2019, elle donne une série de concerts au Théâtre de l'EssaÏon à Paris 
En avril 2020 elle participe à la série "Jamais seul avec" sur France Musique et y interprète une mélodie de Xavier Montsalvatge 
Le 14 mai 2020 elle est sur le plateau de France 2 dans l'émission Lumni, émission au cours de laquelle, elle présente le Chœur de Radio-France, et plus largement la voix chantée.
En 2021, elle participe pour quelques mois aux ateliers d'écriture du parolier  Claude Lemesle
Le 4 octobre 2022, elle est invitée par la Seine musicale de Boulogne pour y donner son spectacle "Chansons d'Elle et des Autres".
Les 23 et 24 mars 2024, elle présente son tout nouveau spectacle, hommage aux poètes et au "Grands" de la chansons française, sur la scène du 
théâtre des Rendez-vous d'ailleurs à Paris
En 2025, elle retrouve, le pianiste argentin Lalo Zanelli (Gotan Project), pour une nouvelle mouture de son spectacle "Chansons d'Elle et des Autres" et entame avec lui une série de concerts.

## Discographie
- La Danse du vent (2002) -  9 chansons - Paroles et musique : Laurya Lamy - Arrangements : Serge Amico
- Le Jardin intérieur (2007) - 11 chansons - Paroles et musique : Laurya Lamy - Arrangements : Serge Amico
- Nomad song (2013) - distribution Believe Digital - 9 chansons - Paroles et musique : Laurya Lamy - Arrangements : Serge Amico - Guillaume Wilmot - Laurya Lamy
- Chansons d'Elle et des Autres (2019) 10 chansons (Legrand - Dabadie - Gainsbourg - Vian, Moustaki - Piazzola - L. Lamy...)

## Œuvre littéraire

### Roman
- Marée montante : roman, Paris, Éditions L'Harmattan, 2017, 100 p. (ISBN 978-2-343-11376-0).
- Clara et le président, Editions l'Harmattan, 2019, 136 p.  (ISBN 978-2-343-18036-6)